# Jaelyn Keene
Jaelyn Rose Keene (* 17. August 1995 in Jacksonville) ist eine US-amerikanische Volleyballspielerin.

## Karriere
Keene begann ihre Karriere an der Jacksonville High School. Von 2014 bis 2018 studierte sie an der Illinois State University und spielte in der Universitätsmannschaft Red Birds. Nach ihrem Studium ging die Mittelblockerin 2019 zum österreichischen Erstligisten ATSC Wildcats Klagenfurt. In der Saison 2020/21 spielte sie in Finnland bei LiigaPloki. Anschließend wechselte sie zum französischen Verein Neptunes Nantes. 2024 wurde Keene vom deutschen Bundesligisten SSC Palmberg Schwerin verpflichtet.